# Johan Bruyninckx
Johan Bruyninckx (1966) is een Belgisch specialist in kerkelijk recht en advocaat.

## Levensloop
Bruyninckx promoveerde tot licentiaat in de rechten en in het kerkelijk recht aan de Katholieke Universiteit Leuven. Hij studeerde ook theologie en criminologie. In 1989-1990 was hij voorzitter van het Katholiek Vlaams Hoogstudentenverbond in Leuven. Van 1990 tot 1992 en van 2000 tot 2002 was hij praeses van de faculteitskring Canonica. In 1994 was hij academic officer, in 1997 voorzitter en in 2000 was hij penningmeester van MOSAIC, de studentenorganisatie van de Coimbra-group-universiteiten. 
Hij vestigde zich als advocaat in Leuven. Hij werd de advocaat van LOKO voor gratis bijstand aan studenten betreffende huurcontracten en geschillen. 
Hij is: 
- voorzitter van Pro Petri Sede voor Vlaams-Brabant;
- actief in de parochieploeg van de Sint-Pieterskerk in Leuven;
- voorzitter van de kerkfabriek van de Sint-Pietersparochie vanaf 2020, voorheen raadslid en secretaris;
- voorzitter van CD&V sectie Leuven;
- actief voordien in CVO VOLT, een Centrum voor Volwassenenonderwijs in Leuven,nu EhB (Erasmus Hogeschool Brussel) als docent voor verschillende rechtsvakken;
- gastdocent Human Rights aan de UCLL

De Vlaamse Regering verleende hem bij besluit van 18 november 2015 een wapenschild met als wapenspreuk "Suaviter in modo" (https://web.archive.org/web/20220628180720/https://www.sarovlaanderen.be/bruyninckx-0).